# Национално знаме на Бурунди
Националното знаме на Бурунди представлява правоъгълно платнище с отношение ширина към дължина 3:5. То е съставено от бял андреевски кръст, който го разделя на четири триъгълни полета. Две от полетата са в зелен цвят и са разпололожени с основа към по-късата страна, а другите две са червени и са с основа към по-дългата. В средата в бял кръг за изобразени три червени звезди.
Зеленият цвят в знамето символизира надеждата, червеният – борбата за независимост, а белият – чистотата. Звездите в знамето представляват трите основни етнически групи в страната – Хуту, Туа и Тутси.
Знамето на Бурунди е прието на 28 март 1967 г.

## Знаме през годините
- (1961 – 1962)
- (1962 – 1966)
- (1966)
- (1966 – 1967)
- (1967 – 1982)